# Dicmajri
Dicmajri – wieś w Armenii, w prowincji Sjunik. W 2011 roku liczyła 165 mieszkańców.